# جواو تياني
جواو تياني (بالصينية: 高天意) (1 يوليو 1998 بداليان في الصين - ) هو لاعب كرة قدم صيني في مركز الوسط.

## روابط خارجية
- جواو تياني على موقع قاعدة بيانات كرة القدم.إي يو (الإنجليزية)
- جواو تياني على موقع ناشيونال فوتبول تيمز (الإنجليزية)
- جواو تياني على موقع Soccerway.com (الإنجليزية)